# Club d'aviron Bermeo
Maillots
Le Club d'aviron Bermeo (Bermeoko Arraun Elkartea en basque) est un ancien club d'aviron participant à la Ligue San Miguel en (trainière) mais aussi en batel et trainerilla. Il a fusionné en [Quand ?] avec les clubs de Elantxobe et Mundaka pour former[réf. nécessaire] Urdaibai. Ses couleurs sont le bleu (maillot et embarcation).

### Sources
- (eu) Cet article est partiellement ou en totalité issu de l’article de Wikipédia en basque intitulé « Bermeoko Arraun Elkartea » (voir la liste des auteurs).